# Кеттлинг
Кеттлинг (англ. kettling, от kettle — чайник) — полицейская тактика блокирования и задержания массовых скоплений людей с помощью кордонов на городских улицах. Название связано с тем, что протестующих удерживают внутри, как пар в чайнике. Эта тактика также известна под термином «сдерживание» (англ. containment). Обычно кеттлинг используется правоохранительными органами во время народных протестов и массовых волнений. Его применение многократно критиковалось и осуждалось из-за чрезмерной неизбирательности и длительности, когда вместе с протестующими полицейские блокируют своими кордонами случайных прохожих и удерживают их внутри оцепления долгие часы.

## Определение
Кеттлинг — окружение группы протестующих кордонами и удержание их внутри заграждений в течение продолжительного периода времени. Впоследствии протестующие могут быть или распущены, или арестованы, или поодиночке обысканы, идентифицированы и отпущены. 
Тактика кеттлинга даёт полицейскому персоналу значительные преимущества при предотвращении беспорядков так как она позволяет относительно небольшому количеству офицеров держать под контролем крупные и враждебно настроенные массы людей.
Исторически стратегия применения кеттлинга сильно отличается от традиционных методов рассеивания массовых скоплений людей с помощью водяных пушек, дубинок, полицейской кавалерии и слезоточивого газа. Несмотря на то, что полицейские в ходе многих лет часто использовали разные формы блокирования и удержания людских масс, считается, что появление кеттлинга ознаменовало возникновение новой формы работы с толпой. По заключению полицейских аналитиков простой разгон крупных скоплений людей неэффективен в целом, так как он ведёт к повсеместному появлению спонтанных очагов насилия, которые трудно купировать. Решением этой проблемы становится окружение больших групп протестующих плотными неподвижными кордонами.

## История
Полиция использовала кеттлинг в Германии с 1986 года против сторонников ядерного разоружения, в Великобритании — с марта 1991 года во время беспорядков на Трафальгарской площади в Лондоне. Также кеттлинг применялся английской полицией в 1995 году против борцов за равенство прав людей с ограниченными возможностями. В 1999 году кеттлинг впервые попал в фокус общественного внимания после того, как лондонская полиция удерживала анархистских и антикапиталистических демонстрантов, выражавших свою солидарность с протестами в Сиэтле против саммита ВТО. В мае 2001 года полиция Лондона задействовала тактику кеттлинга против сотен людей, заблокированных на перекрёстке Оксфордский цирк. В этом инциденте общее число пострадавших достигало двух тысяч человек.
Применение кеттлинга в Великобритании было одобрено Ассоциацией полицейских офицеров, а его использование участилось после расширения антитеррористических полномочий полицейских органов. Задействование кеттлинга в ходе лондонских протестов 2009 года из-за саммита Большой двадцатки и последующих выступлений студентов заслужило общественное осуждение. После этих событий Скотленд-Ярду пришлось провести формальную оценку и рассмотрение этой тактики, в результате которой главный королевский инспектор полицейских сил в своём отчёте резюмировал, что кеттлинг должен применяться ограниченно и только при явной необходимости.
В Канаде кеттлинг применялся не часто и не становился объектом изучения судебных инстанций. Во время протестов в Торонто, связанных с саммитом G20, отряд общественного порядка задействовал тактику кеттлинга против демонстрантов, из-за чего заслужил критику шефа городской полиции Билла Блэра. Последующий «разбор полётов» показал, что использование кеттлинга во время этих событий было непродуманным и не соответствовало правилам и полицейским руководствам. В Монреале массовые аресты демонстрантов проводились с середины 1990-х годов, однако с 2011 года использование кеттлинга участилось. В городах США использование методов, подобных кеттлингу задокументировано как минимум с 2000 года. Например, вашингтонская полиция становилась объектом судебных исков из-за продолжительного удержания сотен демонстрантов в ходе протестов против произвола правоохранительной системы. В январе 2002 года департамент полиции города Нью-Йорка применял кеттлинг против демонстраций в ходе Всемирного экономического форума. По словам свидетелей, в 2002 году вашингтонская полиция в Першинг-парке использовала кеттлинг, арестовав не менее 400 человек из числа демонстрантов и случайных прохожих, которых удерживали около 24 часов.
Несмотря на противоречивость и спорность кеттлинга, эта тактика продолжала применяться департаментом нью-йоркской полиции против активистов движения «Захвати Уолл-стрит» в октябре 2011 года, когда было арестовано около 700 человек.
Свидетельское описание применения кеттлинга британской полицией в 2009 году приведено в книге английского писателя Дэна Хэнкокса «Лето беспорядков: захваченная молодость» (англ. Summer of Unrest: Kettled Youth).

## Критика
Полицейские органы неоднократно критиковались за использование кеттлинга в связи с его неизбирательностью и игнорированием основных свобод, гарантированных законом и Европейской конвенцией прав человека. Неизбирательность кеттлинга делает из него одну из форм коллективного наказания, что является нарушением Женевской конвенции 1949 года. В ряде случаев блокированные полицией граждане оказывались лишены доступа к воде, пище и уборным на протяжении длительного времени, которое продолжалось иногда вплоть до десяти часов. Многие из них из-за этого испытывали приступы страха и проблемы с дыханием, дополнительные сложности может вызвать температура окружающего воздуха ниже нуля.
Использование кеттлинга неоднократно становилось предметов судебных исков. В апреле 2011 года британский Высокий суд постановил, что лондонская полиция действовала незаконно, когда заблокировала протестующих во время демонстраций, вызванных саммитом G20 в 2009 году. Организация Netpol, которая занимается мониторингом действий полиции, констатировала, что окружение и блокирование демонстрантов с целью получения их личных данных (адресов и имён) под угрозой ареста является фундаментальной угрозой основным личным правам и свободам граждан. Обретение полицией возможности собирать персональную информацию о гражданах представляет опасность, так как протест должен рассматриваться не как нежелательная социальная проблема, а важное и защищённое законом право социальной ответственности.